# جونستاون (نيويورك)
جونستاون (بالإنجليزية: Johnstown (city), New York)‏ هي مدينة تقع في الولايات المتحدة في مقاطعة فولتون، نيويورك. يقدر عدد سكانها بـ 8,743 نسمة ومساحتها 12.6 كم2 وترتفع عن سطح البحر 205 متر.

## التركيبة السكانية
حدّد مكتب تعداد الولايات المتحدة بيانات التركيبة السكانية لجونستاون في تعداد الولايات المتحدة. في ما يلي، التركيبة السكانية حسب تعدادي 2000 و2010.

### تعداد عام 2000
بلغ عدد سكان جونستاون 8,511 نسمة بحسب تعداد عام 2000، وبلغ عدد الأسر 3,579 أسرة وعدد العائلات 2,208 عائلة مقيمة في المدينة. في حين سجلت الكثافة السكانية 681.4 نسمة لكل كيلومتر مربع (1,764.8/ميل2). وبلغ عدد الوحدات السكنية 3,979 وحدة بمتوسط كثافة قدره 318.6 لكل كيلومتر مربع (825.2/ميل2).
وتوزع التركيب العرقي للمدينة بنسبة 96.57% من البيض و0.62% من الأمريكيين الأفارقة و0.32% من الأمريكيين الأصليين و0.99% من الأمريكيين ذوي الأصول الآسيوية و0.04% من سكان جزر المحيط الهادئ و0.41% من الأعراق الأخرى و1.06% من عرقين مختلطين أو أكثر و1.08% من الهسبانيون أو اللاتينيون من أي عرق.
بلغ عدد الأسر 3,579 أسرة كانت نسبة 31.8% منها لديها أطفال تحت سن الثامنة عشر تعيش معهم، وبلغت نسبة الأزواج القاطنين مع بعضهم البعض 44.1% من أصل المجموع الكلي للأسر، ونسبة 13.5% من الأسر كان لديها معيلات من الإناث دون وجود شريك، بينما كانت نسبة 4.1% من الأسر لديها معيلون من الذكور دون وجود شريكة وكانت نسبة 38.3% من غير العائلات. تألفت نسبة 33.3% من أصل جميع الأسر من عدة أفراد يعيشون في نفس المنزل ونسبة 16.6% كانت تتألف من شخص يعيش بمفرده يبلغ من العمر 65 عاماً أو أكثر. وبلغ متوسط حجم الأسرة المعيشية 2.30، أما متوسط حجم العائلات فبلغ 2.91.
بلغ العمر الوسطي للسكان 39.0 عاماً. وكانت نسبة 24.2% من القاطنين تحت سن الثامنة عشر، وكانت نسبة 7.1% بين الثامنة عشر والرابعة والعشرين عاماً، ونسبة 27.2% كانت واقعةً في الفئة العمرية ما بين الخامسة والعشرين والرابعة والأربعين عاماً، ونسبة 21.2% كانت ما بين الخامسة والأربعين والرابعة والستين، ونسبة 17.1% كانت ضمن فئة الخامسة والستين عاماً فما فوق. يوجد لكل 100 أنثى 88.5 ذكر، ويوجد لكل 100 أنثى في الثامنة عشر من عمرها فما فوق 83.7 ذكر.
بلغ متوسط دخل الأسرة في المدينة 32,603 دولارًا، أما متوسط دخل العائلة فبلغ 39,909 دولارًا. وكان متوسط دخل الذكور 30,636 دولارًا مقابل 22,272 دولارًا للإناث. وسجل دخل الفرد الخاص بالمدينة 17,324 دولارًا. وكانت نسبة 9.3% من العائلات ونسبة 13.2% من السكان تحت خط الفقر، وكان من هؤلاء نسبة 19.6% تحت سن الثامنة عشر ونسبة 8.2% في الخامسة والستين من العمر وما فوق.

### تعداد عام 2010
بلغ عدد سكان جونستاون 8,743 نسمة بحسب تعداد عام 2010، وبلغ عدد الأسر 3,686 أسرة وعدد العائلات 2,160 عائلة مقيمة في المدينة. في حين سجلت الكثافة السكانية 700 نسمة لكل كيلومتر مربع (1,813.0/ميل2). وبلغ عدد الوحدات السكنية 4,047 وحدة بمتوسط كثافة قدره 324 لكل كيلومتر مربع (839.2/ميل2).
وتوزع التركيب العرقي للمدينة بنسبة 95.44% من البيض و1% من الأمريكيين الأفارقة و0.10% من الأمريكيين الأصليين و1.27% من الأمريكيين ذوي الأصول الآسيوية و0.02% من سكان جزر المحيط الهادئ و0.58% من الأعراق الأخرى و1.59% من عرقين مختلطين أو أكثر و2.41% من الهسبانيون أو اللاتينيون من أي عرق.
بلغ عدد الأسر 3,686 أسرة كانت نسبة 30% منها لديها أطفال تحت سن الثامنة عشر تعيش معهم، وبلغت نسبة الأزواج القاطنين مع بعضهم البعض 38.8% من أصل المجموع الكلي للأسر، ونسبة 13.9% من الأسر كان لديها معيلات من الإناث دون وجود شريك، بينما كانت نسبة 5.9% من الأسر لديها معيلون من الذكور دون وجود شريكة وكانت نسبة 41.4% من غير العائلات. تألفت نسبة 33.7% من أصل جميع الأسر من عدة أفراد يعيشون في نفس المنزل ونسبة 15.7% كانت تتألف من شخص يعيش بمفرده يبلغ من العمر 65 عاماً أو أكثر. وبلغ متوسط حجم الأسرة المعيشية 2.28، أما متوسط حجم العائلات فبلغ 2.88.
بلغ العمر الوسطي للسكان 40.4 عاماً. وكانت نسبة 22.2% من القاطنين تحت سن الثامنة عشر، وكانت نسبة 7.9% بين الثامنة عشر والرابعة والعشرين عاماً، ونسبة 26.2% كانت واقعةً في الفئة العمرية ما بين الخامسة والعشرين والرابعة والأربعين عاماً، ونسبة 25.5% كانت ما بين الخامسة والأربعين والرابعة والستين، ونسبة 18.3% كانت ضمن فئة الخامسة والستين عاماً فما فوق. وتوزع التركيب الجنسي للسكان بنسبة 47.2% ذكور و52.8% إناث.

## أعلام
- هاري ويلسون
- جون ولز
- ريتشارد روسو
- إليزابيث كادي ستانتون
- إنوس طومسون ثروب